# 贵州省总工会
贵州省总工会是贵州省地方工会和产业工会的领导机关，受中国共产党贵州省委员会和中华全国总工会领导。